# Produtos notáveis
No cálculo algébrico, Produtos Notáveis são produtos de expressões algébricas que representam determinadas expressões que aparecem com muita frequência. São utilizados principalmente para a fatoração de polinômios e evitar erros com sinais.

## Quadrado da soma de dois termos
{\displaystyle (a+b)^{2}=a^{2}+2ab+b^{2}.}
Regra básica: Quadrado do primeiro termo, somado ao dobro do primeiro termo multiplicado pelo segundo termo, somado ao quadrado do segundo termo.
- Prova: {\displaystyle (a+b)^{2}=(a+b)\cdot (a+b)=a\cdot (a+b)+b\cdot (a+b)=a^{2}+ab+ab+b^{2}=a^{2}+2ab+b^{2}}

- Exemplo:
  1. {\displaystyle \left({\dfrac {4x}{5y}}+z\right)^{2}=\left({\dfrac {4x}{5y}}+z\right)\cdot \left({\dfrac {4x}{5y}}+z\right)={\dfrac {4x}{5y}}\cdot \left({\dfrac {4x}{5y}}+z\right)+z\cdot \left({\dfrac {4x}{5y}}+z\right)={\dfrac {16x^{2}}{25y^{2}}}+{\dfrac {4xz}{5y}}+{\dfrac {4xz}{5y}}+z^{2}={\dfrac {16x^{2}}{25y^{2}}}+{\frac {8xz}{5y}}+z^{2}}
  2. {\displaystyle (8x+a)^{2}=(8x+a)\cdot (8x+a)=8x\cdot (8x+a)+a\cdot (8x+a)=64x^{2}+8ax+8ax+a^{2}=64x^{2}+16ax+a^{2}}

## Quadrado da diferença de dois termos
{\displaystyle (a-b)^{2}=a^{2}-2ab+b^{2}}
Regra básica: Quadrado do primeiro termo, subtraído o dobro do produto do primeiro termo pelo segundo termo, somado ao quadrado do segundo termo.
- Prova: {\displaystyle (a-b)^{2}=(a-b)\cdot (a-b)=a\cdot (a-b)-b\cdot (a-b)=a^{2}-ab-ab+b^{2}=a^{2}-2ab+b^{2}}

- Exemplos:
  1. {\displaystyle \left({\frac {3m}{4n}}-p\right)^{2}={\frac {9m^{2}}{16n^{2}}}-{\frac {3mp}{2n}}+p^{2}}
  2. {\displaystyle (1-2x)^{2}=1-4x+4x^{2}}

## Produto da soma pela diferença de dois termos
{\displaystyle (a+b)\cdot (a-b)=a^{2}-b^{2}}
Regra básica: Quadrado do primeiro termo subtraído o quadrado do segundo termo.
- Prova: {\displaystyle (a+b)\cdot (a-b)=a^{2}-ab+ab-b^{2}=a^{2}+ab\cdot (1-1)-b^{2}=a^{2}-b^{2}}

- Exemplos:
  1. {\displaystyle (a^{2}+b^{3})\cdot (a^{2}-b^{3})=a^{4}-a^{2}b^{3}+a^{2}b^{3}-b^{6}=a^{4}+a^{2}b^{3}\cdot (1-1)-b^{6}=a^{4}-b^{6}}
  2. {\displaystyle \left({\frac {a}{x}}+2\right).\left({\frac {a}{x}}-2\right)={\frac {a^{2}}{x^{2}}}-{\frac {2a}{x}}+{\frac {2a}{x}}-4={\frac {a^{2}}{x^{2}}}+{\frac {2a\cdot (1-1)}{x}}-4={\frac {a^{2}}{x^{2}}}-4}

## Cubo da soma de dois termos
{\displaystyle (a+b)^{3}=a^{3}+3a^{2}b+3ab^{2}+b^{3}}

Decomposição volumétrica do binômio ao cubo

Regra básica: O cubo do primeiro termo, somado o triplo do produto do quadrado do primeiro termo pelo segundo termo, somado ao triplo do produto do primeiro termo pelo quadrado do segundo termo, somado ao cubo do segundo termo.
- Exemplos:
  1. {\displaystyle (m+3n)^{3}=m^{3}+3\cdot m^{2}\cdot 3n+3\cdot m\cdot (3n)^{2}+(3n)^{3}=m^{3}+9m^{2}n+27mn^{2}+27n^{3}}
  2. {\displaystyle (x+2)^{3}=x^{3}+6x^{2}+12x+8}
  3. {\displaystyle (a+3b)^{3}=a^{3}+9a^{2}b+27ab^{2}+27b^{3}}

## Cubo da diferença de dois termos
{\displaystyle (a-b)^{3}=a^{3}-3a^{2}b+3ab^{2}-b^{3}}
Regra básica: Para calcular o cubo da diferença faça: O cubo do 1° termo, subtraído o triplo do produto do quadrado do 1° termo pelo segundo termo, somado ao triplo do produto do 1° termo pelo quadrado do 2° termo, subtraído o cubo do 2° termo.
- Prova:

{\displaystyle (a-b)^{3}=(a-b)\cdot (a-b)^{2}=(a-b)\cdot (a^{2}-2ab+b^{2})=a^{3}-2a^{2}b+ab^{2}-a^{2}b+2ab^{2}-b^{3}=a^{3}-3a^{2}b+3ab^{2}-b^{3}}
- Exemplos:
  1. {\displaystyle (b-2c)^{3}=b^{3}-6b^{2}c+12bc^{2}-8c^{3}}
  2. {\displaystyle \left({\frac {x}{y}}-{\frac {a}{b}}\right)^{3}={\frac {x^{3}}{y^{3}}}-{\frac {3ax^{2}}{by^{2}}}+{\frac {3a^{2}x}{b^{2}y}}-{\frac {a^{3}}{b^{3}}}}
  3. {\displaystyle (1-x)^{3}=1-3x+3x^{2}-x^{3}}

## Quadrado da soma de três termos
{\displaystyle (a+b+c)^{2}=a^{2}+b^{2}+c^{2}+2ab+2ac+2bc}
- Prova:

{\displaystyle (a+b+c)^{2}=a^{2}+ab+ac+b^{2}+ab+bc+ac+bc+c^{2}}
{\displaystyle \rightarrow (a+b+c)^{2}=a^{2}+b^{2}+c^{2}+2ab+2ac+2bc}
- Exemplos:
  1. {\displaystyle (x+y+z)^{2}=x^{2}+y^{2}+z^{2}+2xy+2xz+2yz}
  2. {\displaystyle (x-2y-3)^{2}=x^{2}+(-2y)^{2}+(-3)^{2}+2x(-2y)+2x(-3)+2(-2y)(-3)}
  3. {\displaystyle (5x+4y+15z)^{2}=25x^{2}+16y^{2}+225z^{2}+40xy+75xz+60yz}

## Produto deStevin(produto de 2 binômios com um termo comum)
{\displaystyle (x+a)\cdot (x+b)=x^{2}+(a+b)x+ab}
- Prova:

{\textstyle (x+a)\cdot (x+b)=x\cdot (x+b)+a\cdot (x+b)=x^{2}+bx+ax+ab\Rightarrow x^{2}+(a+b)x+ab}
- Exemplos:
  1. {\displaystyle (x+4)\cdot (x+3)=x^{2}+(4+3)\cdot x+4\cdot 3=x^{2}+7x+12}
  2. {\displaystyle (x-2)\cdot (x-6)=x^{2}+(-2-6)\cdot x+(-2)\cdot (-6)=x^{2}-8x+12}
  3. {\displaystyle (x-1)\cdot (x+5)=x^{2}+(-1+5)\cdot x+5\cdot (-1)=x^{2}+4x-5}

Este tipo de produto notável pode ser usado para resolver equações polinomiais.
Assumindo uma equação polinomial de grau 2 podemos escrevê-la como:
{\displaystyle ax^{2}+bx+c=0} ou {\displaystyle x^{2}-x\cdot (x_{1}+x_{2})+x_{1}x_{2}=0}
Onde a segunda pode ser fatorada como {\displaystyle (x-x_{1})\cdot (x-x_{2})=0} e a primeira, como consequência, será: {\displaystyle a\cdot (x-x_{1})\cdot (x-x_{2})=0}

## Produto de Warring

### Caso 1
{\displaystyle (a+b)\cdot (a^{2}-ab+b^{2})=a^{3}+b^{3}}
- Prova: Considerando {\displaystyle (a+b)\cdot (a^{2}-ab+b^{2}),} temos:

{\displaystyle (a+b)\cdot (a^{2}-ab+b^{2})=a^{3}-a^{2}b+ab^{2}+a^{2}b-ab^{2}+b^{3}=a^{3}+b^{3}.}
- Exemplo:

1. {\displaystyle (x+5)\cdot (x^{2}-5x+25)=x^{3}+5^{3}=x^{3}+125}
2. {\displaystyle (2x+3)\cdot (4x^{2}-6x+9)=(2x)^{3}+3^{3}=8x^{3}+27}

### Caso 2
{\displaystyle (a-b)\cdot (a^{2}+ab+b^{2})=a^{3}-b^{3}}
- Prova: Considerando {\displaystyle (a-b)\cdot (a^{2}+ab+b^{2}),} temos:

{\displaystyle (a-b)\cdot (a^{2}+ab+b^{2})=a^{3}+a^{2}b-ab^{2}-a^{2}b+ab^{2}-b^{3}=a^{3}-b^{3}}
- Exemplo
  - {\displaystyle (x-3)\cdot (x^{2}+3x+9)=x^{3}-3^{3}=x^{3}-27}